# ABCD 포위망
ABCD 포위망(ABCD 包圍網)은 제2차 세계 대전 중이던 1941년 동아시아에 이권을 갖고 있던 나라들이 일본 제국에 대한 무역 봉쇄를 취하던 당시에 일본 제국에서 부르던 무역 봉쇄망 이름을 가리킨다. ABCD는 미국(America), 영국(Britain), 중화민국(China, 중국), 네덜란드(Dutch)의 영어 첫 글자를 따서 붙여진 이름이다.
1940년 미국이 일본 제국에 대한 석유 금수 조치와 철강 수출 제한 조치를 내리면서 일본 제국은 중일 전쟁과 프랑스령 인도차이나 침공 수행에 필요한 물자 부족으로 인해 경제적 고립에 빠지게 된다. 위기를 느낀 일본 제국은 1941년 9월에 열린 어전회의에서 미국, 영국과의 교섭을 계속 진행하기로 결정하는 한편 1941년 11월 미국 측에 타협안을 제시하면서 경제 제재 해제를 요구했다. 그러나 미국이 일본군의 중국 대륙 철수와 삼국 동맹 조약 폐기, 중국의 유일한 합법 정부인 충칭 국민정부 이외의 정권을 승인하지 말 것을 요구하는 내용을 담은 헐 노트를 일본 제국 측에 제시하면서 협상은 결렬되었다. 결국 일본 제국은 1941년 12월에 미국 하와이에서 진주만 침공을 일으켰고 이는 태평양 전쟁의 도화선이 된다.

## 같이 보기
- 삼국 동맹 조약
- 헐 노트
- 중일 전쟁